# Scille lis-jacinthe
Tractema lilio-hyacinthus
Espèce
Classification phylogénétique
La Scille lis-jacinthe ou Jacinthe des Pyrénées, Tractema lilio-hyacinthus (L.) Speta (Syn. : Scilla lilio-hyacinthus L.), est une petite plante herbacée printanière à fleurs bleu violacé.
Elle appartient à la famille des Liliaceae selon la classification classique. La classification phylogénétique place cette espèce dans la famille des Hyacinthaceae (ou optionnellement dans celle des Asparagaceae). L'épithète spécifique évoque la ressemblance de ses feuilles avec celles des Jacinthes et de son bulbe avec celui des Lys.

## Description

### Écologie et habitat
Plante vivace par son bulbe, localisée dans le sud-ouest de la France, la chaîne des Pyrénées et le Massif central. C'est une espèce surtout montagneuse, qu'on peut rencontrer jusqu'à 2000 m. Elle apprécie les lieux humides, notamment les bords de ruisseaux, dans les bois et les forêts ou les prés. Préférence pour les sols calcaires.
- Floraison : avril-juin
- Pollinisation : entomogame
- Dissémination : barochore

### Morphologie générale et végétative
Plante basse dépassant rarement 30 cm, poussant en touffes souvent abondantes et denses, à gros bulbe écailleux. Nombreuses feuilles basales (une dizaine en moyenne) d'un vert brillant, assez larges et longues, généralement lancéolées.

### Morphologie florale
L'inflorescence est un racème simple composé de nombreuses fleurs, porté par une hampe qui s'allonge tout au long de la floraison. Les fleurs (1 à 2 cm) sont entourées de petites bractées membraneuses étroites. De couleur bleu lilas ou violacé, elles se composent de six tépales en étoile. Les six étamines à filets de couleur identique aux tépales ont des anthères bleu foncé.

### Fruit et graines
Le fruit est une capsule.

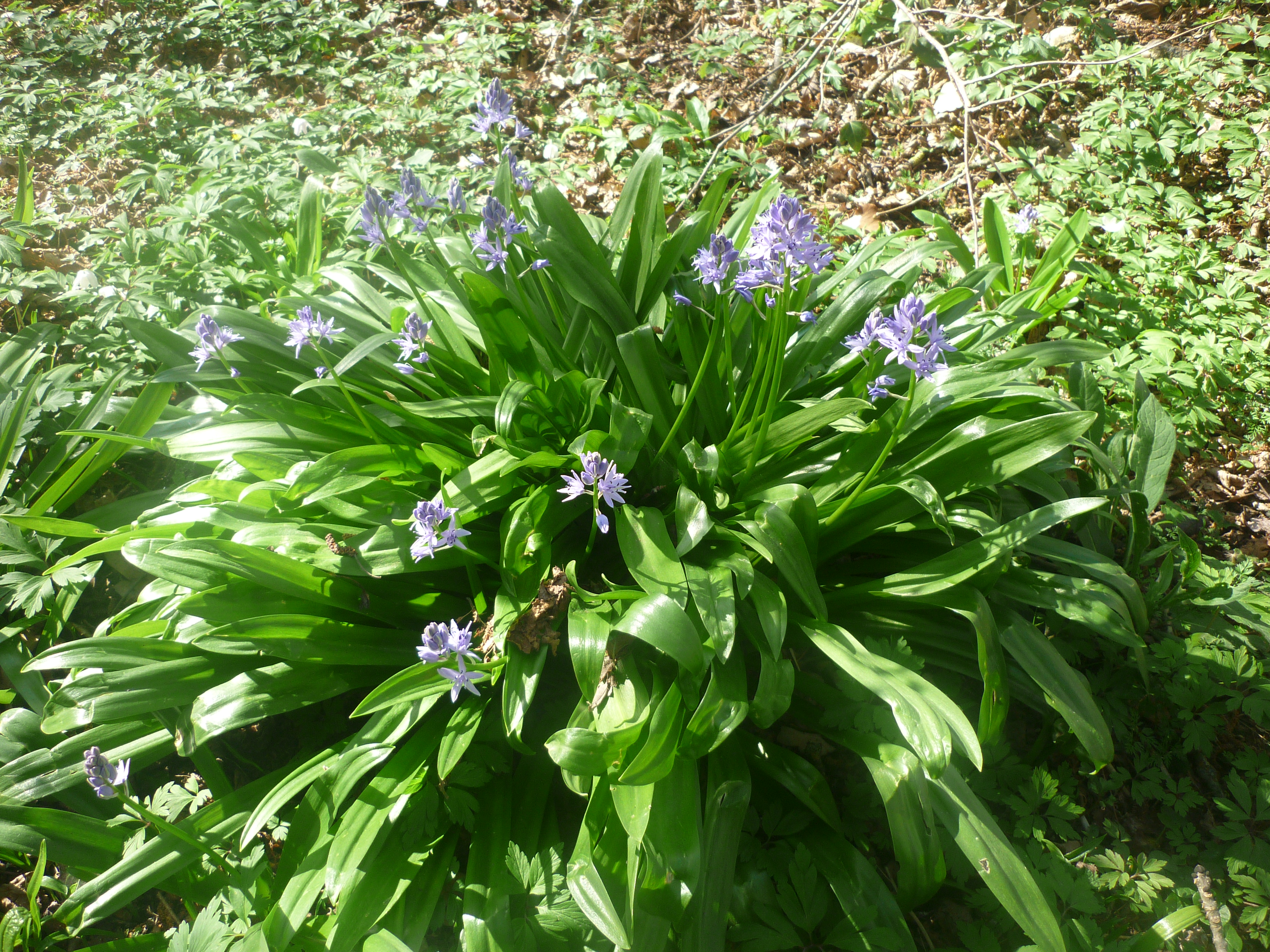
Touffe de Scille lis-jacinthe en Ariège.
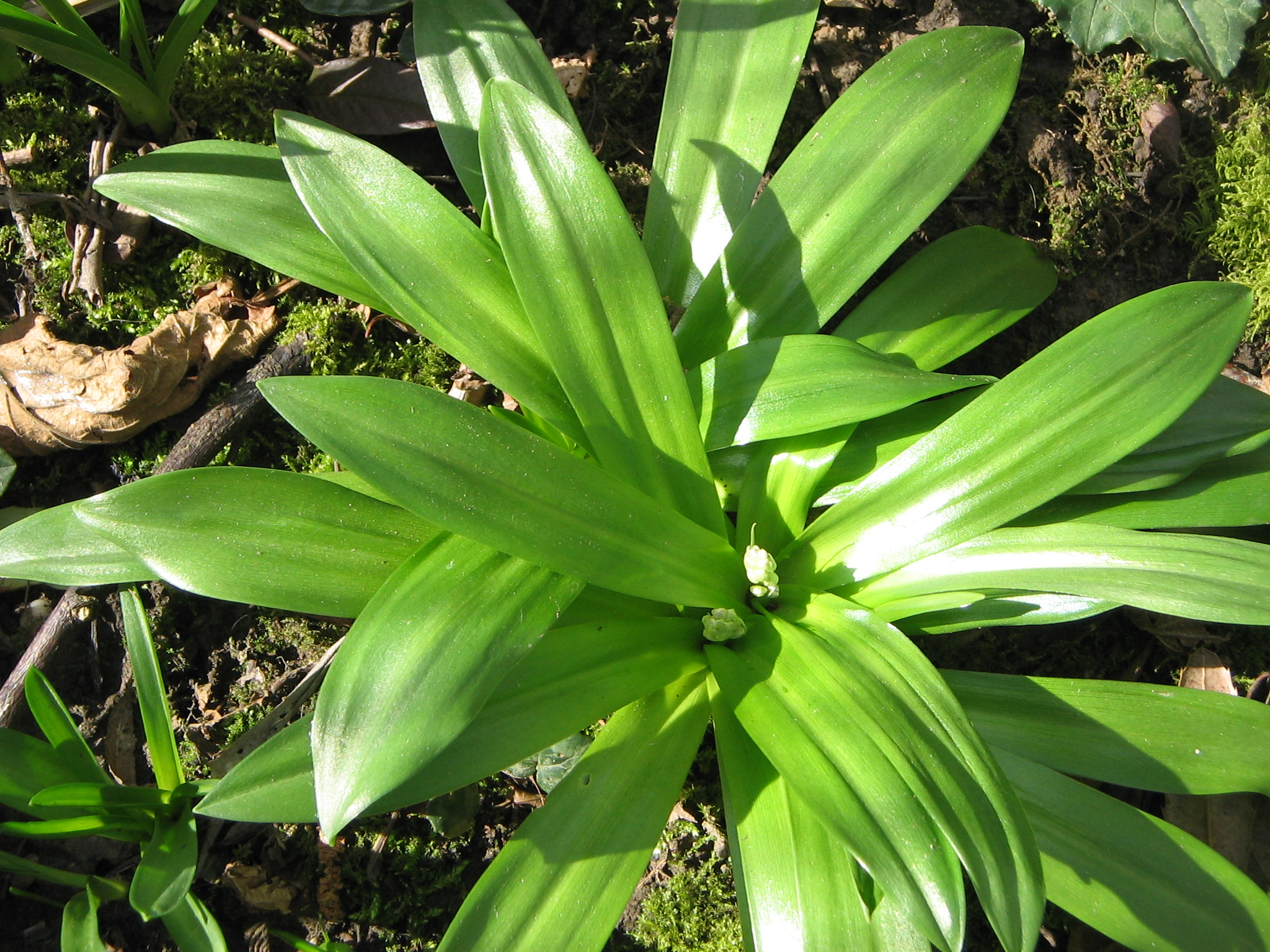
Rosettes basilaires.
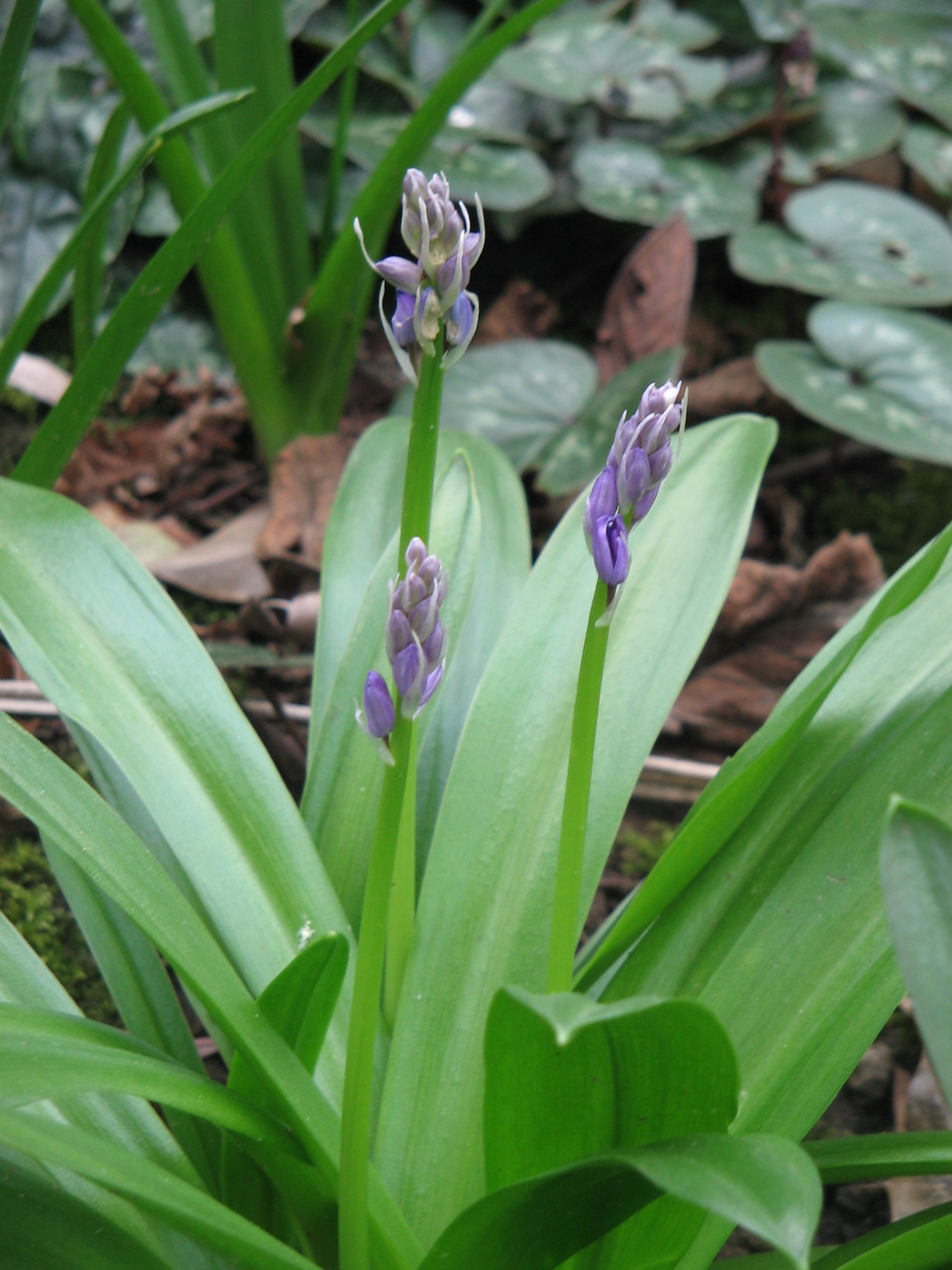
Boutons floraux.
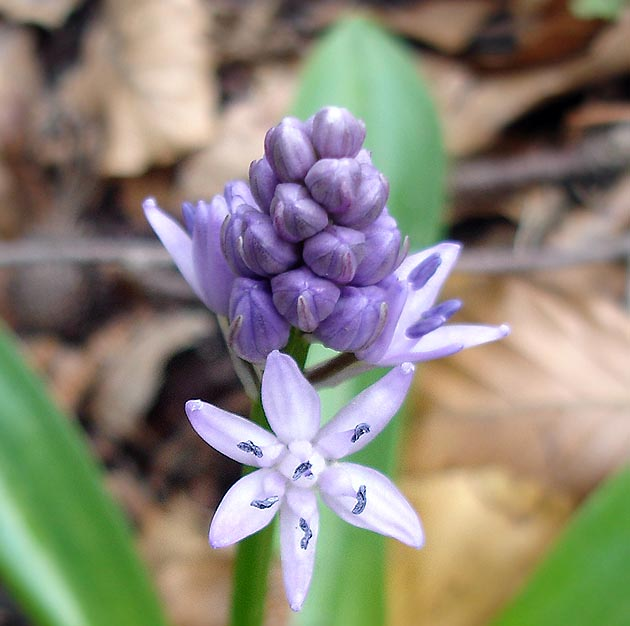
Jeune inflorescence.
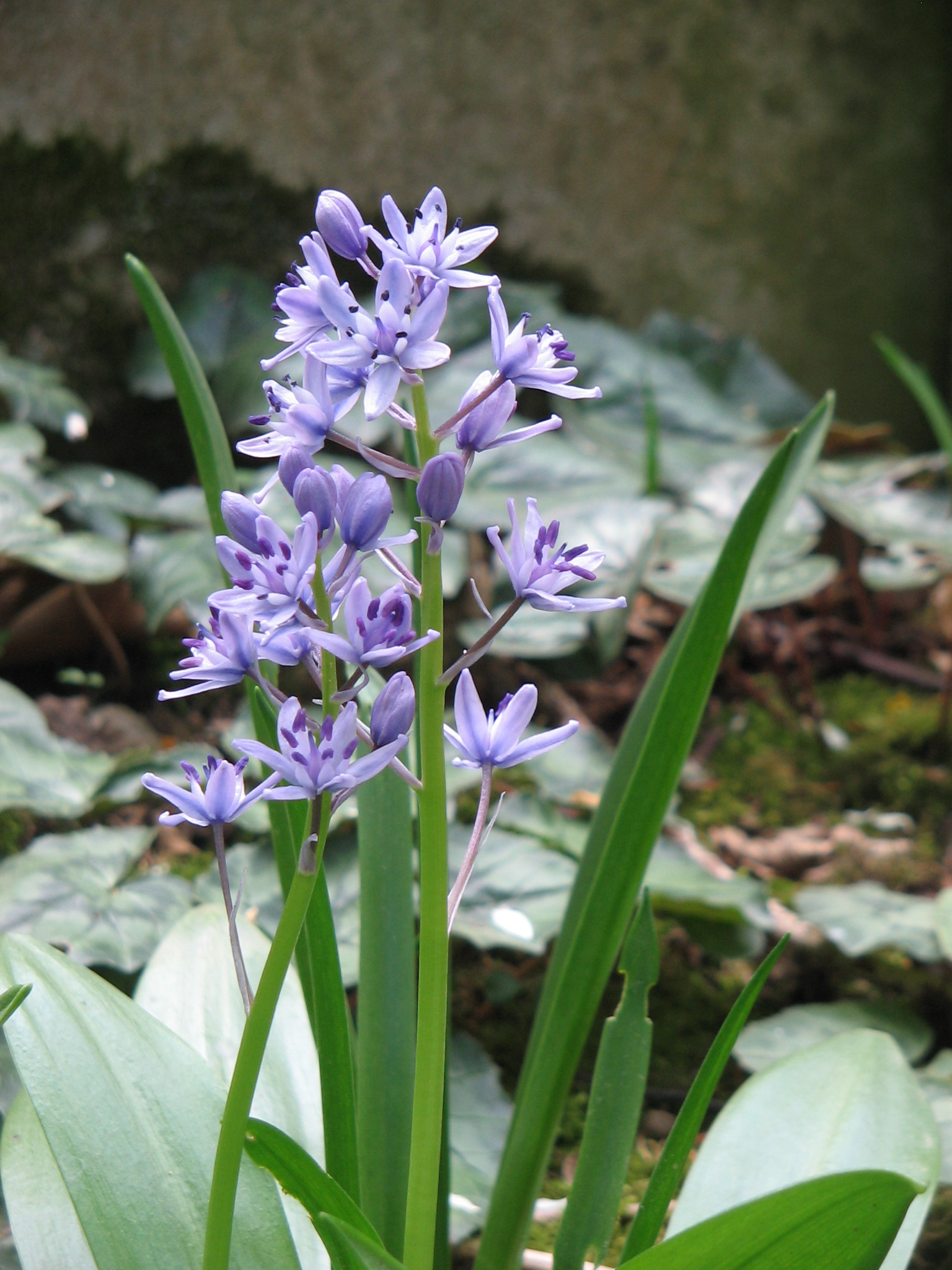
Inflorescences.
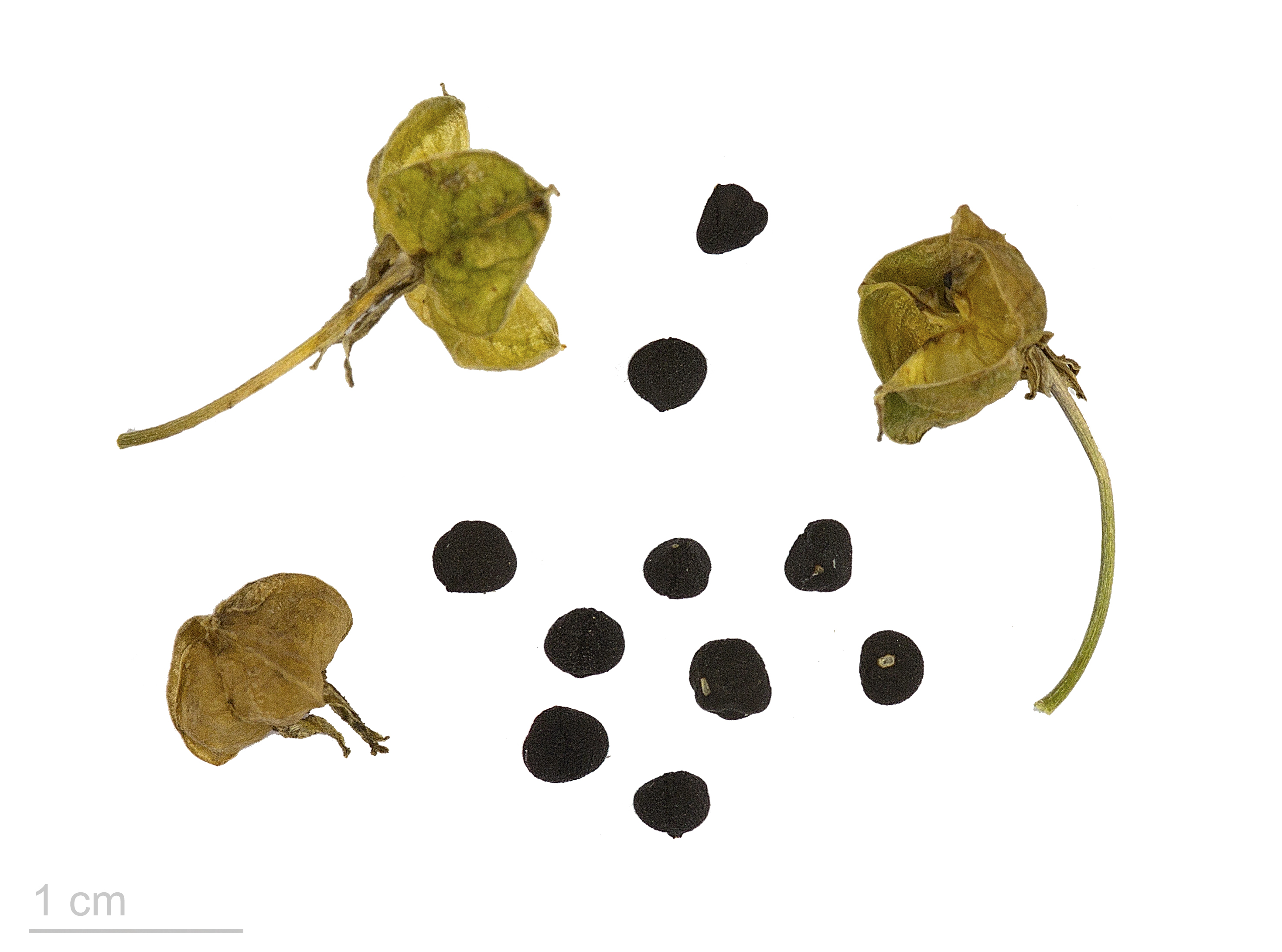
Tractema lilio-hyacinthus - Muséum de Toulouse.

## Confusions
Le nom vernaculaire Jacinthe des Pyrénées est ambigu car aussi utilisé pour la Jacinthe améthyste, Brimeura amethystina.

## À noter
- Toutes les parties de la plante sont toxiques. Cette espèce fait l'objet d'un arrêté de protection dans la région Centre.